# Teixeira Soares
Teixeira Soares är en kommun i Brasilien.   Den ligger i delstaten Paraná, i den södra delen av landet, 1 100 km söder om huvudstaden Brasília. Antalet invånare är 10 277.
I omgivningarna runt Teixeira Soares växer i huvudsak städsegrön lövskog. Runt Teixeira Soares är det mycket glesbefolkat, med 5 invånare per kvadratkilometer.